# Yvonne Magwas

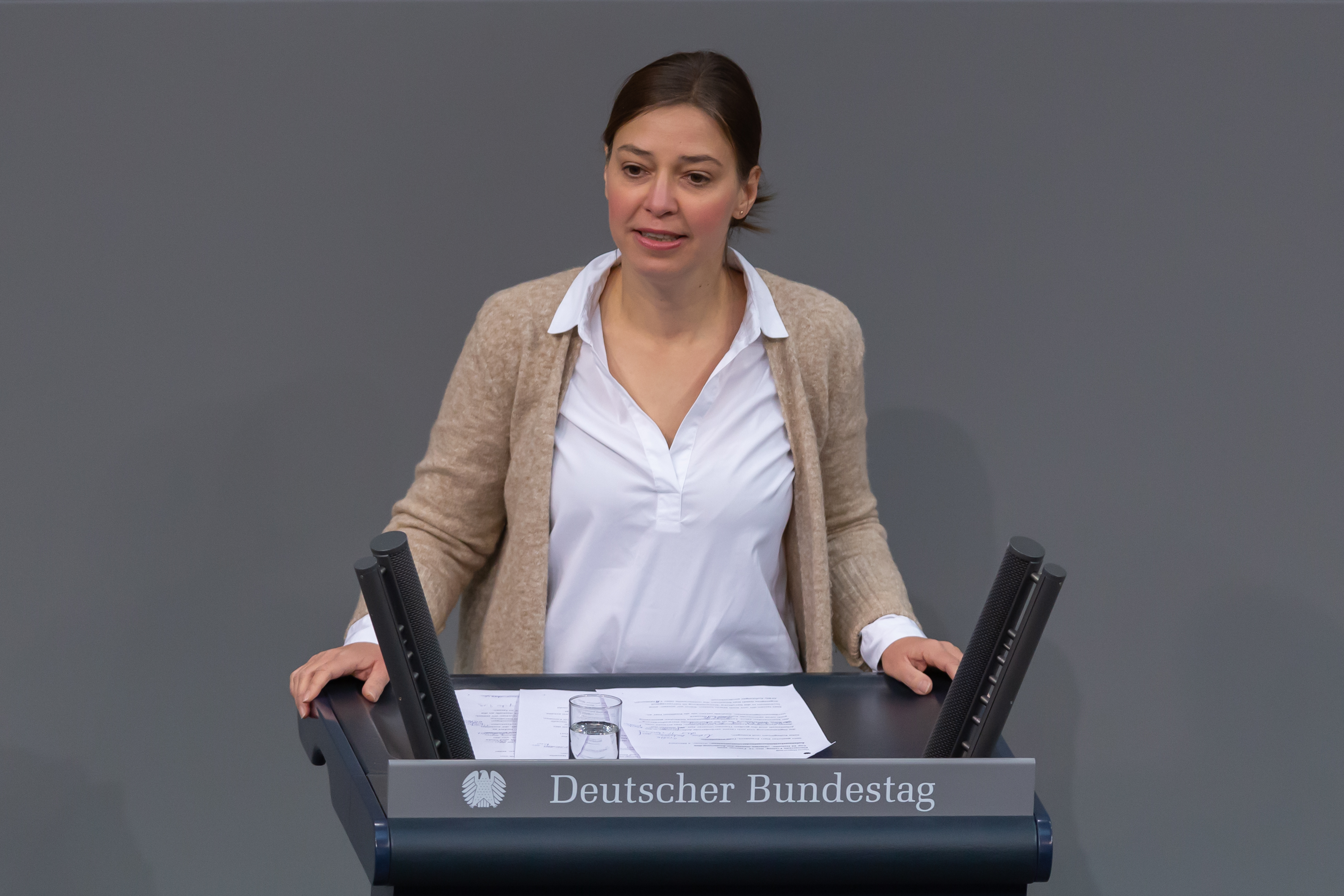
Yvonne Magwas im Deutschen Bundestag (2020)

Yvonne Magwas (* 28. November 1979 in Rodewisch, Kreis Auerbach, DDR) ist eine deutsche Politikerin (CDU). Sie war von Oktober 2013 bis März 2025 Mitglied des Deutschen Bundestages und von Oktober 2021 bis März 2025 dessen Vizepräsidentin.

## Leben

### Ausbildung und Beruf
Yvonne Magwas wuchs im sächsischen Vogtland in Falkenstein und Auerbach auf und legte 1998 ihr Abitur auf dem Goethe-Gymnasium in Auerbach ab. Danach absolvierte sie ein Praktikum bei dem CDU-Bundestagsabgeordneten Rudolf Braun. Ab 1999 studierte sie Soziologie, Psychologie und Betriebswirtschaftslehre an der Technischen Universität Chemnitz und schloss 2006 ihr Studium als Diplom-Soziologin ab. In dieser Zeit gründete sie zusammen mit anderen Studenten eine kleine Firma zur Vermittlung qualifizierter Praktikumsplätze und für Untersuchungen der Personal- und Organisationsentwicklung in Chemnitzer Unternehmen. Von 2005 bis 2013 war sie wissenschaftliche Mitarbeiterin und Leiterin des Bundestagsabgeordnetenbüros von Robert Hochbaum. Nach 2014 war Yvonne Magwas für einige Jahre ehrenamtliche Vorsitzende des 1900 gegründeten Vogtländischen Vereins zu Berlin.

### Partei
Yvonne Magwas trat 1998 in die Junge Union und 2001 in die CDU ein. Von 2001 bis 2006 war sie Vorsitzende der Jungen Union Vogtland, von 2003 bis 2008 Beisitzerin im Landesvorstand der Jungen Union Sachsen und Niederschlesien. Seit 2008 ist sie stellvertretende Vorsitzende der CDU Vogtland.

### Politische Wahlämter
Bei den Kommunalwahlen in Sachsen 2003 wurde sie Stadträtin in Auerbach und Mitglied im Kreistag des Vogtlandkreises und übte die beiden Ämter bis 2009 bzw. 2005 aus.
Bei der Bundestagswahl 2013 wurde Magwas über die CDU-Landesliste Sachsen Mitglied des Deutschen Bundestages. Dort war sie ordentliches Mitglied im Ausschuss für Umwelt, Naturschutz, Bau und Reaktorsicherheit sowie im Ausschuss für Kultur und Medien. Die Bundesregierung entsendete sie 2014 in den Hörfunkrat des Deutschlandradios, dessen Mitglied im Finanz- und Wirtschaftsausschuss sie zudem ist.
Bei der Bundestagswahl 2017 kandidierte sie als CDU-Nachfolgerin von Robert Hochbaum im Bundestagswahlkreis Vogtlandkreis und gewann das Direktmandat mit 35 Prozent der Stimmen. Sie ist ordentliches Mitglied im Ausschuss für Kultur und Medien sowie im Ausschuss für Bildung, Forschung und Technikfolgenabschätzung. Zudem gehört sie als stellvertretendes Mitglied dem Petitionsausschuss sowie der Enquete-Kommission Berufliche Bildung an. Am 22. Februar 2018 wurde sie von der „Gruppe der Frauen“ in der CDU/CSU-Bundestagsfraktion zur Vorsitzenden gewählt. Mit knappem Vorsprung vor dem AfD-Kandidaten Matthias Weiser wurde Magwas bei der Bundestagswahl 2021 als Direktkandidatin des Vogtlandkreises bestätigt.
Am 26. Oktober 2021 wurde sie in der konstituierenden Sitzung des 20. Deutschen Bundestages auf Vorschlag der CDU/CSU-Bundestagsfraktion mit 600 Stimmen zur stellvertretenden Bundestagspräsidentin gewählt. Dieses Ergebnis war das beste von allen Präsidiumsmitgliedern.
Im Juli 2024 gab sie bekannt, bei der Bundestagswahl 2025 nicht mehr zu kandidieren. Ursache sei die Veränderung im gesellschaftlichen Klima in den letzten Jahren, welches insbesondere in Sachsen erheblich rauer geworden sei. Sie forderte von der CDU eine klare Abgrenzung nach rechts außen.

### Privates
Magwas ist mit dem CDU-Politiker Marco Wanderwitz liiert, mit dem sie seit April 2019 ein gemeinsames Kind hat.